# 斯蒂芬·斯托加茨
斯蒂芬·斯托加茨（英語：Steven Strogatz，1959年8月13日—），美国数学家，康奈尔大学应用数学系雅各布·古尔德·舒尔曼教授。他主要从事非线性系统的研究。

## 生平
斯托加茨出生于美国康涅狄格州托灵顿。他于1980年毕业于普林斯顿大学并获数学学士学位。1980年至1982年间，他獲得以马歇尔学者的身份赴英国剑桥大学学习。1986年，获哈佛大学应用数学博士学位。在哈佛大学与波士顿大学从事数年博士后研究后，他于1989年起任教于麻省理工学院应用数学系。1994年起，前往康奈尔大学任教。
他是工业与应用数学学会会士（2009年）、美国文理科学院院士（2012年）、美国物理学会会士（2014年）、美国数学学会会士（2016年）。
此外，斯托加茨教授長期參與科普，曾出版过《同步》（Sync）等科普书籍，并且是《纽约时报》的专栏作者。

## 研究
斯托加茨是非线性系统研究的专家，尤以其对动力系统同步问题的研究而知名。其研究涉及数理生物学、复杂网络等众多领域。

## 獎項
2007 JPBM Communications Award
2013 AAAS Public Engagement with Science Award

## 著作與推廣
- The Calculus of Friendship: What a Teacher and a Student Learned about Life While Corresponding about Math（繁體中文翻譯：學微積分也學人生[22];簡體中文翻譯：心里有数的人生[23]）
- The Joy of x[24]，獲得 2014 Euler Book Prize[25]
- Sync: How Order Emerges from Chaos in the Universe, Nature, and Daily Life[26] 被 Discover (magazine) 選為 2003 Best Book[27]

- Infinite Powers: How Calculus Reveals the Secrets of the Universe, 2019[28]

- Nonlinear Dynamics and Chaos: With Applications to Physics, Biology, Chemistry, and Engineering, 2nd edition, Westview Press, 2014.[29]（簡體中文翻譯: 非线性动力学与混沌[30]）

## 其他連結
Ted 演講:Steven Strogats: How things in nature tend to sync up （页面存档备份，存于）（關於生物的同步現象的演講）
Steven Strogatz （页面存档备份，存于） in 數學譜系計畫